# Катрін Дюссар
Катрі́н Дюсса́р (фр. Catherine Dussart; 18 липня 1953) — французький кінопродюсер.

## Біографія
Катрін Дюссар розпочала кар’єру у 1993 році з виробництва короткометражних фільмів. Згодом перейшла до виробництва художніх, документальних та телефільмів, заснувавши свої продакшн-студії Productions Dussart (1992) і Catherine Dussart Productions (CDP) (1994).
Катрін Дюссар є членом Європейського об'єднання продюсерів (фр. Club des Producteurs Européens) та консультантом Майстерні Європейського кіно (фр. Ateliers du Cinéma Européen, ACE). Вона також була членом Ради франко-російської кіноакадемії (фр. Académie Franco-Russe du Cinéma), членом Комісії Національного кіноцентру (фр. Centre National de la Cinématographie) сприяння світовому кінематографу та ін. 
Зараз Катрін Дюссар працює над новим фільмом Пітера Грінуея «Прогулянка Парижем».
У 2015 році Катрін Дюссар очолила міжнародне журі 45-го Київського міжнародного кінофестивалю «Молодість».

## Фільмографія
| Рік       | Фільм                                 | Оригінальна назва                          | Режисер                                                                 | Примітки                                                                   |
| --------- | ------------------------------------- | ------------------------------------------ | ----------------------------------------------------------------------- | -------------------------------------------------------------------------- |
| 1993      | Мене звуть Віктор                     | Je m'appelle Victor                        | Ґі Жак                                                                  |                                                                            |
| 1999      | Діло смаку                            | Une affaire de goût                        | Бернар Рапп                                                             |                                                                            |
| 2000      | Весілля                               | Свадьба                                    | Павло Лунгін                                                            |                                                                            |
| 2002      | Олігарх                               | Олигарх                                    | Павло Лунгін                                                            |                                                                            |
| 2002      | 11 вересня                            | 11'09"01 — September 11                    | Юсеф Шахін, Амос Гітай, Алехандро Гонсалес Іньярріту, Клод Лелуш та ін. | виконавчий продюсер (епізод «Японія»)                                      |
| 2005      | Маленька обитель                      | La petite Chartreuse                       | Жан-П'єр Дені                                                           |                                                                            |
| 2006      | Серко                                 | Serko                                      | Жоель Фарж                                                              |                                                                            |
| 2006      | Бридкі лебеді                         | Гадкие лебеди                              | Костянтин Лопушанський                                                  |                                                                            |
| 2007      | Розжарене вугілля не загорнеш у папір | Le papier ne peut pas envelopper la braise | Рітхі Пань                                                              |                                                                            |
| 2007-2012 | Відбитки                              | Empreintes                                 | Жоель Кальметт, Анн Вяземськи та ін.                                    | серіал, продюсер (1 епізод, 2009)                                          |
| 2008      | Гребля проти Тихого океану            | Un barrage contre le Pacifique             | Рітхі Пань                                                              |                                                                            |
| 2011      | Дач, хазяїн пекельних кузень          | Duch, le maître des forges de l'enfer      | Рітхі Пань                                                              |                                                                            |
| 2011      | Розведення дичини                     | Gibier d'élevage                           | Рітхі Пань                                                              |                                                                            |
| 2012      | Араф                                  | Araf                                       | Есім Устауглу                                                           |                                                                            |
| 2012      | Гольціус і Пеліканова компанія        | Goltzius and the Pelican Company           | Пітер Гріневей                                                          | співпродюсер                                                               |
| 2013      | Зображення відсутнє                   | L'image manquante                          | Рітхі Пань                                                              | • Премія Особливий погляд 66-го Каннського МКФ • Номінація на премію Оскар |
| 2015      | Четвертий напрям                      | Chauthi Koot                               | Гурвіндер Сінгх                                                         | співпродюсер                                                               |
| 2015      | Чорна курка                           | Kalo pothi                                 | Мін Бахадур Бхам                                                        |                                                                            |
| 2016      | Прогулянка Парижем                    | Walking to Paris                           | Пітер Гріневей                                                          | співпродюсер                                                               |

## Визнання
| Рік                            | Категорія                       | Номінант                                                    | Результат |
| ------------------------------ | ------------------------------- | ----------------------------------------------------------- | --------- |
| Премія Сезар (38-ма церемонія) |                                 |                                                             |           |
| 2013                           | Найкращий деокументальний фільм | Дач, хазяїн пекельних кузень (разом з режисером Рітхі Пань) | Номінація |
| Приз Європейської кіноакадемії |                                 |                                                             |           |
| 2013                           | Найкращий документальний фільм  | Зникле зображення (разом з режисером Рітхі Пань)            | Номінація |